# Þorsteinn Pálsson
Þorsteinn Pálsson (Selfoss, 29 de outubro de 1947) é um diplomata e político da Islândia, que ocupou o cargo de Primeiro-Ministro da Islândia.
Eleito a 8 de julho de 1987 para o cargo de Primeiro-Ministro da Islândia, pelo Partido da Independência, o término do mandato deu-se a 28 de setembro de 1988. Em 1991, Þorsteinn tornou-se Ministro das Pescas e depois Ministro da Justiça e Religião.